# Tan Howe Liang
Tan Howe Liang, (Shantou, China; 5 de mayo de 1933–Singapur; 3 de diciembre de 2024) fue un deportista, entrenador y levantador de pesas malayo nacido en Singapur.

## Biografía
Nacido en 1933 en Shantou en China, emigró a Singapur a los 4 años. En 1952, a los 19 años comenzó a practicar levantamiento de pesas. A los 23 años participó en los Juegos Olímpicos de Melbourne 1956, en los pesos ligeros, finalizando en el noveno lugar, con 350 kg levantados.

## Campeonatos
Récords mundiales.
- 1958, 156 kg en Singapur
- 1958, 156,5 kg en Singapur
- 1958, 157 kg en Cardiff